# Kia Pegas
Kia Pegas — субкомпактний седан, що випускається в Китаї спільним підприємством Yueda Kia.

## Огляд
Kia Pegas дебютував на Auto Shanghai 2017. Базований на платформі PB, що використовується в Kia K2 і орієнтований на молодих покупців, Pegas стоїть на колісній базі 2570 мм і має об'єм багажника 475 літрів. Автомобіль оснащений 1,4-літровим 4-циліндровим двигуном Kappa MPI, який видає 94 кінські сили та крутний момент 128 Нм.

## Безпека
Африканська версія Pegas отримала 2 зірки для дорослих і 4 зірки для дітей від Global NCAP у 2024 році (на основі Latin NCAP 2016).

## Галерея

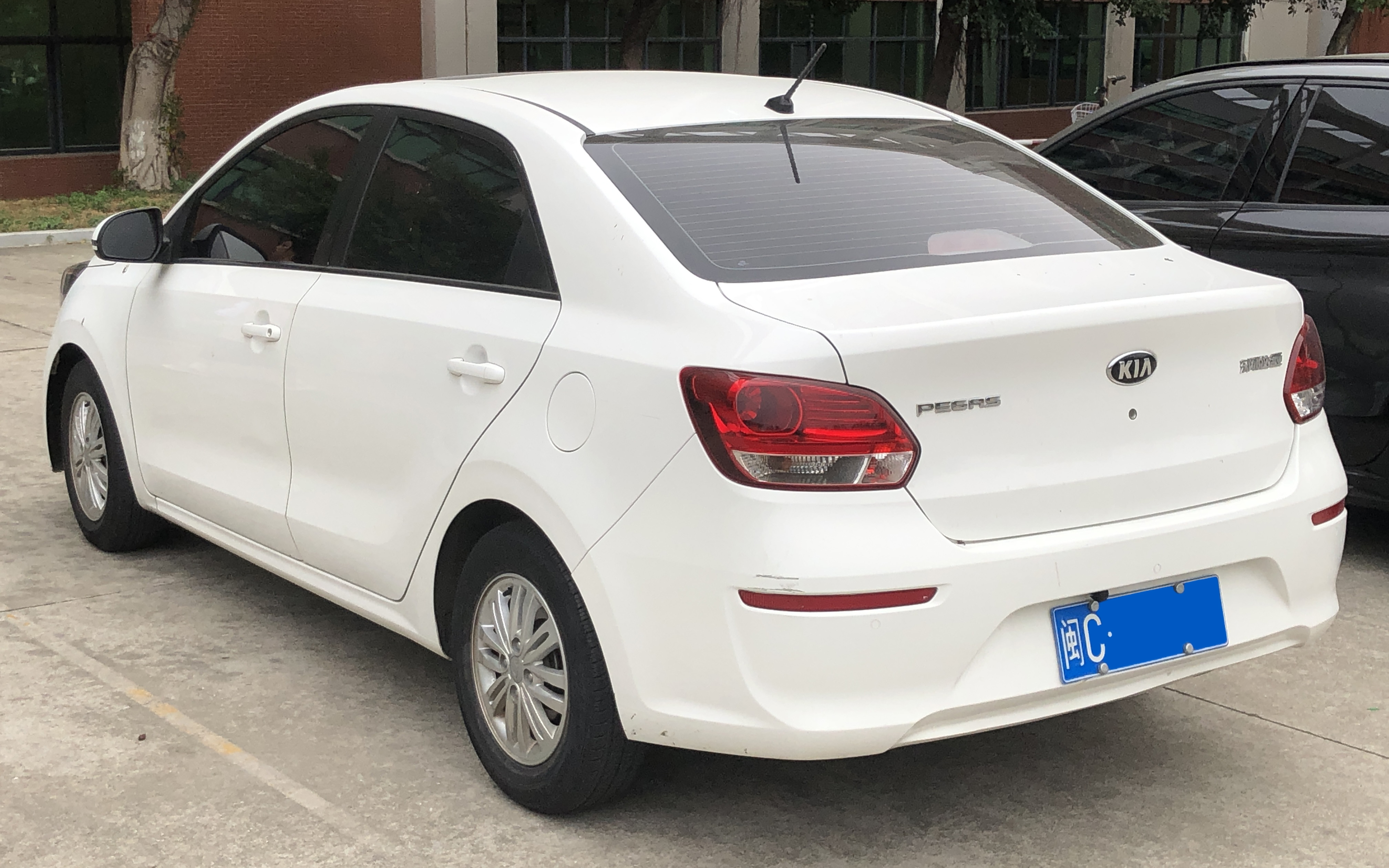
Вид ззаду
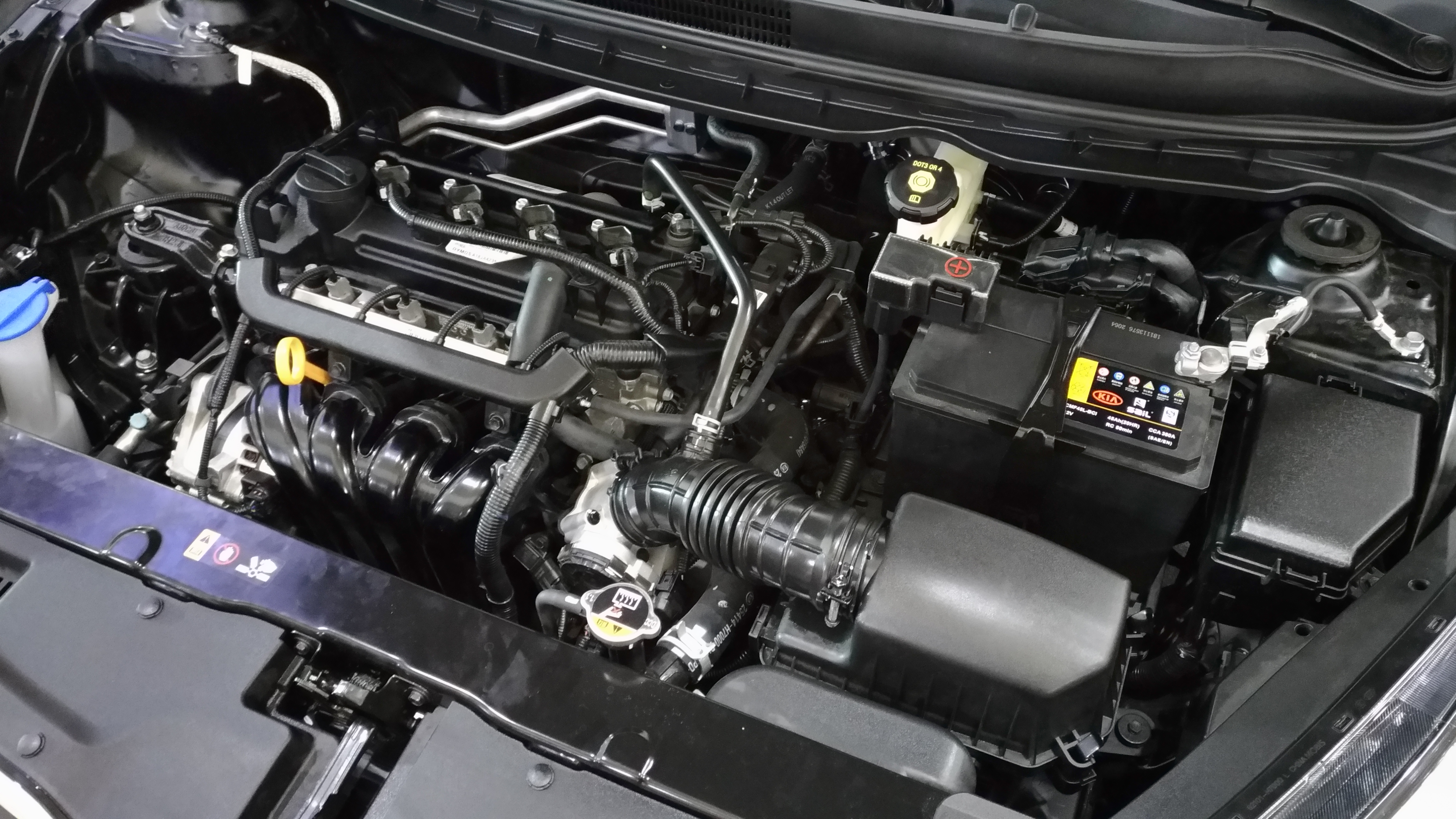
1,4 літровий двигун Kappa II
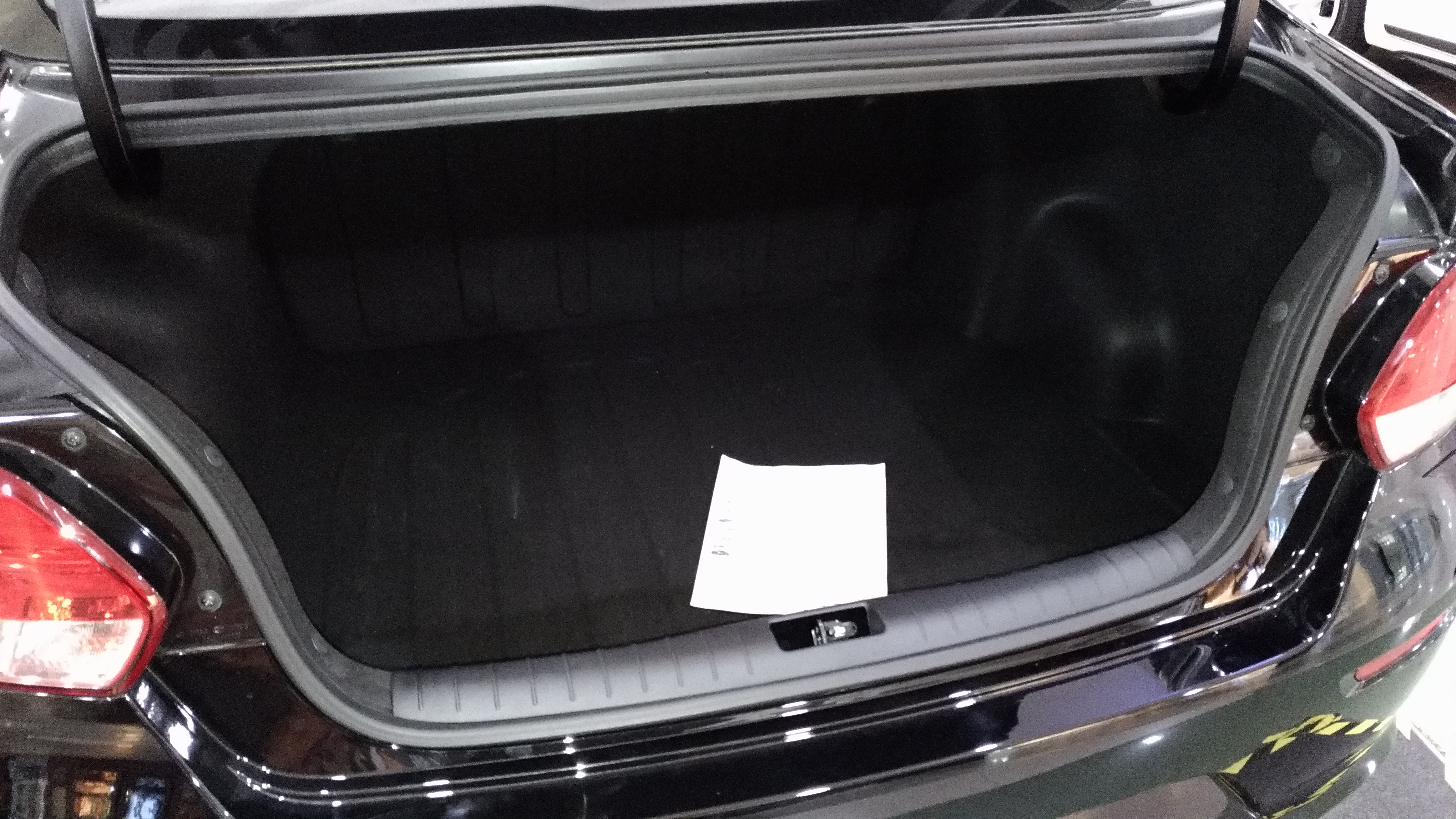
Багажник
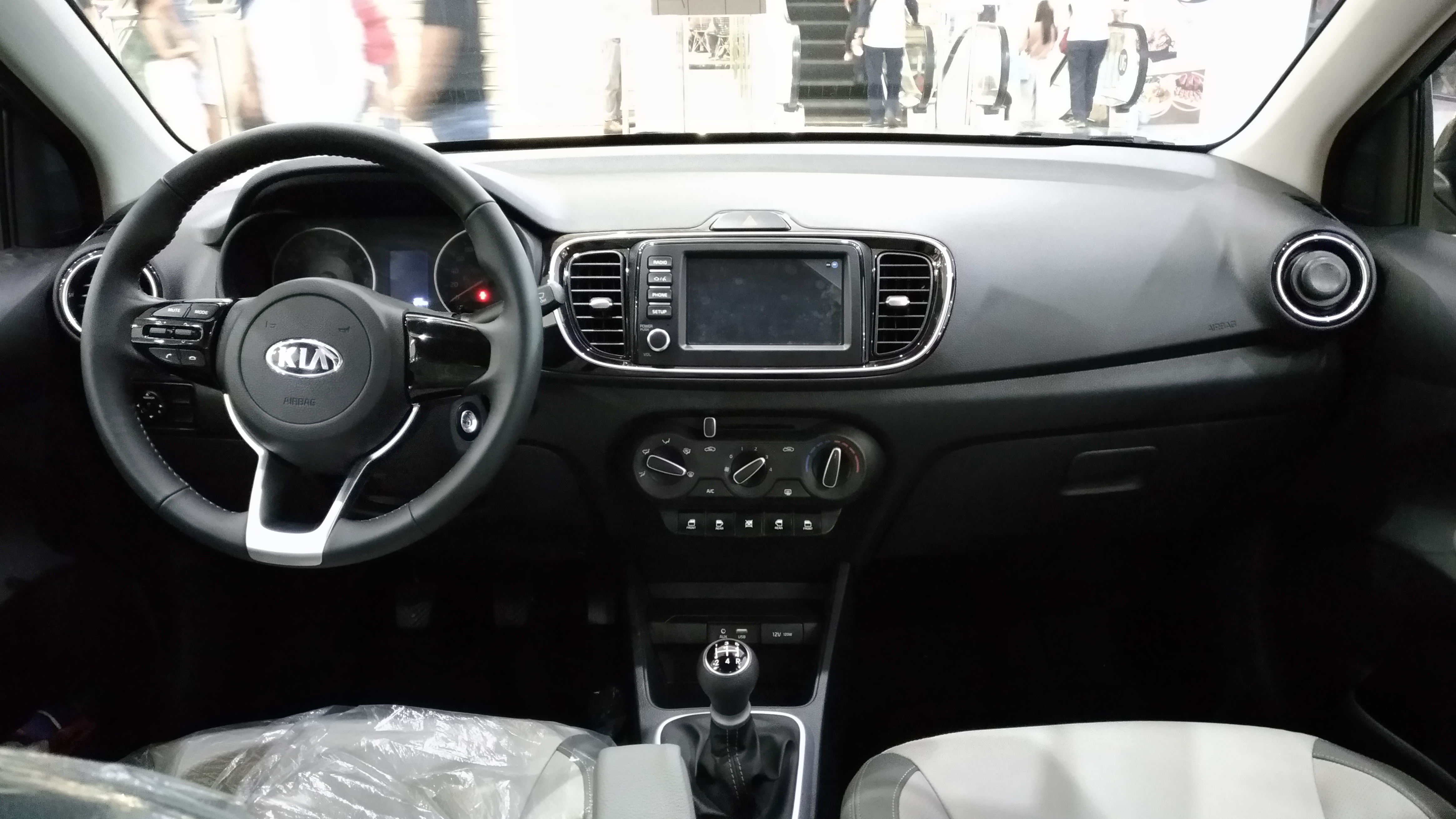
Інтер’єр